# Лодур
Лодур (на исландски: Lóðurr) е бог в скандинавската митология. Той бива споменан в поемата „Вьолуспа“, където помага за създаването на първите хора Аск и Ембла като им дава сетива. Не е споменаван почти никъде другаде. Според някои теории това е друго име на Локи, Вили, Ве или Фрей.